# Grentzingen
Grentzingen korábbi község Franciaországban, Haut-Rhin megyében. Lakosainak száma 571 fő (2018. január 1.). Grentzingen Ruederbach, Feldbach, Riespach, Oberdorf, Willer, Henflingen, Bettendorf és Illtal községekkel határos.
2016. január 1-jén Oberdorf és Henflingen korábbi községgel egyesült és az így létrejött Illtal új község része lett.

## Népesség
A település népességének változása:
| Lakosok száma | 517  | 512  | 497  | 501  | 515  | 546  | 553  | 568  | 581  | 571  |
|               | 1962 | 1968 | 1975 | 1982 | 1990 | 2008 | 2013 | 2015 | 2017 | 2018 |